# Szarysz (Mordarka)
Szarysz – część wsi Mordarka w Polsce, położona w województwie małopolskim, w powiecie limanowskim, w gminie Limanowa.
Dawniej samodzielna wieś i gmina jednostkowa.
W latach 1975–1998 Szarysz administracyjnie należał do województwa nowosądeckiego.